# Воронкин, Артём Анатольевич
Артём Анато́льевич Воро́нкин (род. 19 февраля 1986, Ростовская область, СССР) — российский футболист, полузащитник. Мастер спорта России.

## Карьера
Обучался в Волгоградском училище олимпийского резерва.
В 2004 году выступал в чемпионате России среди дублирующих составов за московский «Локомотив». В 2005 году был отзаявлен. В том же году стал победителем розыгрыша Кубка Казахстана в составе «Жениса».
В 2008 году выходил на поле в составе «Терека» в 9 матчах чемпионата России, но, так больше и не появившись в основном составе «Терека», подписал контракт с «Лучом-Энергией». Летом 2018 года стал игроком новосозданного клуба «Урожай».

## Достижения
- Обладатель Кубка Казахстана: 2005
- Серебряный призёр зоны «Юг» Второго дивизиона: 2018/19
- Бронзовый призёр зоны «Юг» Второго дивизиона: 2006